# Остудин, Алексей Игоревич
Алексе́й И́горевич Осту́дин (27 июня 1962, Казань) — русский поэт и литературный деятель.

## Биография
Родился в Казани в 1962 году.
Окончил физико-математическую школу № 131. Алексей начал писать стихи в детстве, а в юношестве посещал литературное объединение «Горизонт» при Музее Горького, руководителем которого был поэт Марк Зарецкий. Это замечательное сообщество посещали многие казанские поэты и прозаики: Равиль Бухараев, Айдар Сахибзадинов, Рустем Сабиров, Ирек Муртазин, Евгений Сухов и другие.
В начале 1980-х Алексей учился в Литературном институте имени Горького в Москве. А с 1985-го по 1990-й — на филологическом факультете Казанского государственного университета имени Ульянова-Ленина. В 1993-м году окончил Высшие литературные курсы при Литературном институте (семинар критики Владимира Гусева).
Публикуется с 1978 года. Стихи выходили в журналах «Новый мир», «Октябрь», «Сетевая поэзия», «Смена», «Студенческий меридиан», «Урал», «Сибирские огни», «ШО», альманахах «День и ночь», «Истоки», «День поэзии», газетах «Литературная газета», «Литературная Россия», «Труд», «Комсомольская правда» и других изданиях. Широкую известность, как поэт, Остудин приобрёл благодаря публикациям в интернете и, в частности, на авторитетном сайте «Сетевая словесность».
Неоднократно принимал участие в Международном литературном фестивале имени Максимилиана Волошина (Коктебель), Международном поэтическом фестивале «Киевские Лавры» (Киев), Международном фестивале «Порядок слов» (Минск), фестивалях «Берега» (Владивосток), «Запад наперёд» (Берлин), «Биеннале поэтов» (Москва), Международном фестивале поэзии на Байкале (Иркутск), IV Русско-грузинском поэтическом фестивале «Мир поэзии — мир без войны», русско-армянском VI Международном форуме переводчиков и издателей «Теория и практика: преодоление разрыва», а также участвовал в поэтической программе «Биеннале искусств» в Венеции.
В июне 2018 года, с группой московских литераторов, проводил поэтические семинары в кампусе Дальневосточного федерального университета на острове Русский, в рамках фестиваля «Литература Тихоокеанской России» города Владивосток.
Член Союза писателей Республики Татарстан. Член ПЕН-клуба с 2011 года.
Выступал организатором трёх Форумов современной поэзии (2004, 2005, 2008) и многочисленных поэтических вечеров в Казани, в которых приняли участие ведущие российские поэты и видные литераторы из ближнего и дальнего зарубежья: Наталья Бельченко, Сергей Гандлевский, Михаил Гофайзен, Всеволод Емелин, Александр Ерёменко, Иван Жданов, Александр Кабанов, Геннадий Каневский, Игорь Караулов, Михаил Квадратов, Бахыт Кенжеев, Андрей Коровин, Игорь Кручик, Юрий Кублановский, Вадим Месяц, Станислав Минаков, Никита Новиков, Анна Саед-Шах, Ольга Сульчинская, Юрий Ракита, Олег Хлебников, Алексей Цветков, Александр Чернов и многие другие.
Соучредитель двух ежегодных казанских поэтических мероприятий, фестиваля имени Лобачевского и Хлебниковского фестиваля (2011—2017 гг.)
В 2022 году поддержал вторжение России на Украину.
Женат, имеет сына и дочь.

## Творчество
Литературный критик Денис Липатов, высказываясь о книге «Вишнёвый сайт» замечает, что Остудину «некогда или неинтересно разбираться с самим собой, со своими рефлексиями и метафизическим опытом, а интересует его прежде всего окружающий мир: он как будто спешит его переназвать, дать всему новые имена, тем самым переосмыслив и увидев по-новому давно уже привычное и знакомое, нанести на карту мира свою систему координат. Это поэт-естествоиспытатель.»
Публицист Сергей Арутюнов пишет: «Метафорика Алексея натерта самоварной ярью, зачастую буффонна, имеет корнями Владимира Семеновича В-цкого, скликает буратинят грохотом присловий (образ жизни с утра: „Рвота, подъём!“) — для того, чтобы не отдавливать ушей зашкаливающим трагизмом бытия».
Украинский поэт Игорь Кручик: «Алексей не дает забыть себе и нам, что главное занятие поэта — выворачивать наизнанку язык, бросать его читателю, как перчатку, расширять возможности сказанного. Поэзия — квинтэссенция выражаемого, а то и невыразимого».
Литературовед Павел Басинский отмечает, что «между стихами Остудина и им самим почти нет зазора. Вернее, он есть ровно настолько, насколько человек, начинающий сочинять про себя что-то в рифму, враз начинает отличаться от всех прочих смертных».